# Vauxhall Bridge
Die Vauxhall Bridge [ˈvɒksɔːl bɹɪdʒ] ist eine Straßenbrücke über den Fluss Themse in London. Sie verbindet den Stadtteil Pimlico in der City of Westminster auf der Nordwestseite mit dem Stadtteil Vauxhall im Stadtbezirk London Borough of Lambeth auf der Südostseite. Unmittelbar neben der südöstlichen Brückenzufahrt befindet sich das Hauptquartier des Secret Intelligence Service.
Die Brücke ist 246,5 Meter lang, 24 Meter breit und besteht aus fünf Stahlbögen, die auf Granitpfeilern ruhen. Das auffälligste Merkmal sind acht weibliche Figuren aus Bronze beidseits der vier Pfeiler, die Kunst und Wissenschaft darstellen. Über die Brücke führt die Hauptstraße A202.

## Geschichte

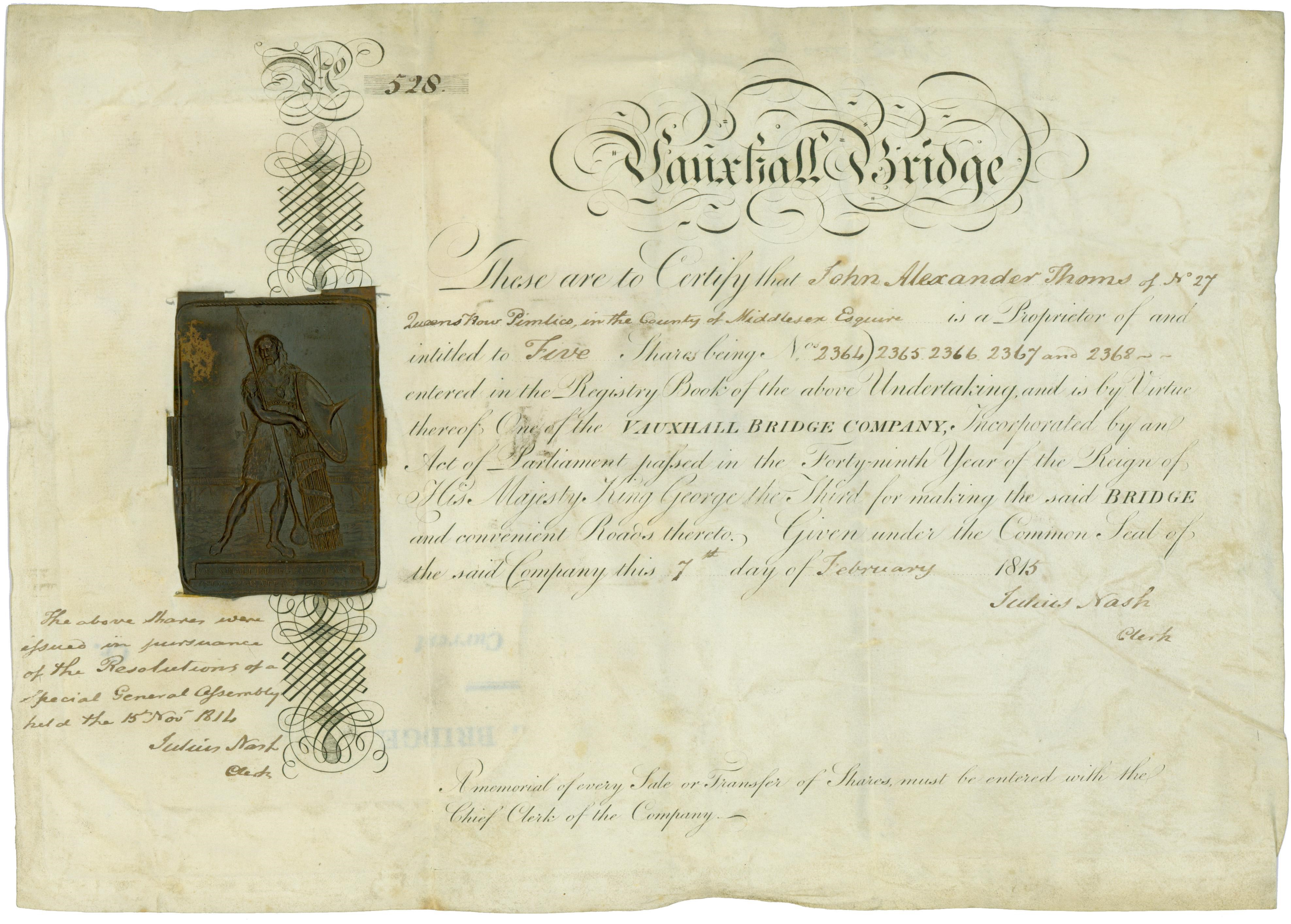
Aktie der Vauxhall Bridge Company vom 7. Februar 1815

Ein im Jahr 1809 vom Parlament erlassenes Gesetz ermöglichte an dieser Stelle den Bau einer Brücke, die Teil einer direkten Straßenverbindung zwischen dem Hyde Park und Greenwich sein sollte. Mindestens drei Projektvorschläge wurden zurückgewiesen, darunter zwei von John Rennie und einer von Samuel Bentham. Zum Zuge kam schließlich Bauingenieur James Walker. Der Grundstein wurde 1811 gelegt und 1816 konnte die Brücke eröffnet werden.

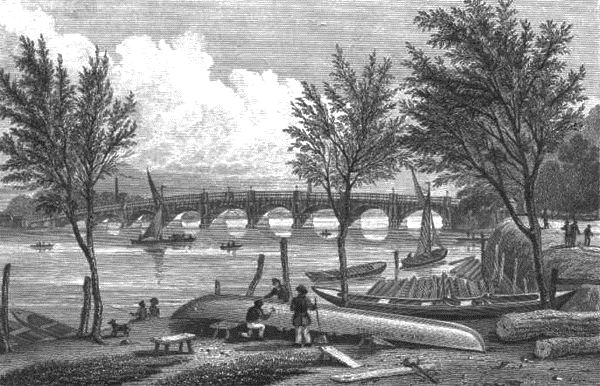
Vauxhall Bridge (1829)

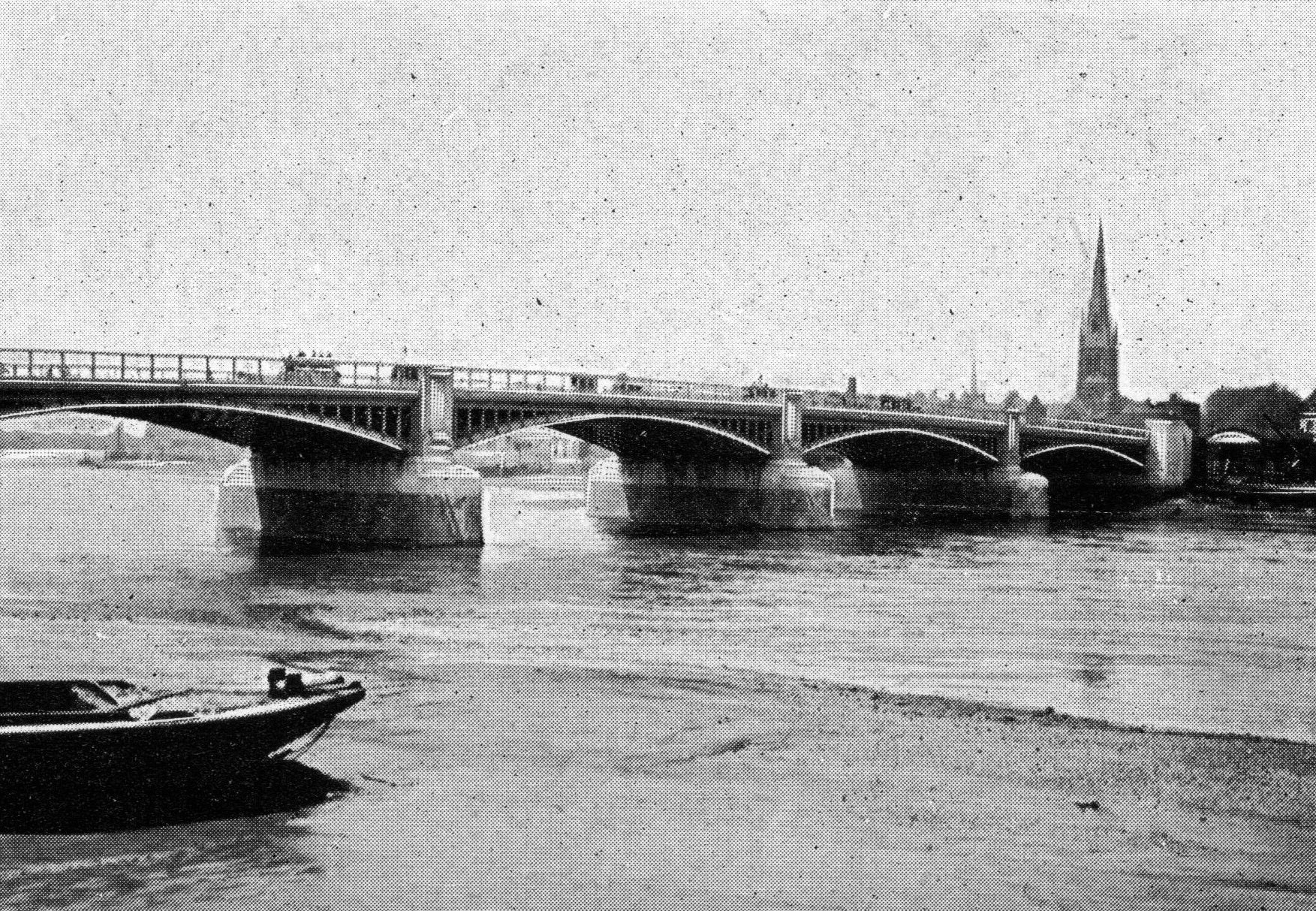
Vauxhall Bridge um 1910

Walkers Konstruktion aus neun Bögen war die erste aus Eisen errichtete Brücke über die Themse. Bis 1879, als das Metropolitan Board of Works die Brücke übernahm, war die Benutzung mautpflichtig. Die Gezeiten hatten mit der Zeit die Brückenpfeiler gelockert. Die Reparatur erschien zu teuer, weshalb sich die Verantwortlichen für einen vollständigen Neubau entschieden. Nach der Errichtung einer temporären Holzbrücke begann 1898 der Abriss der alten Vauxhall Bridge.
Die Bauarbeiten an der zweiten, von Alexander Binnie entworfenen Brücke begannen jedoch erst 1904. Die Eröffnung erfolgte am 26. Mai 1906 durch den Prince of Wales, den späteren König Georg V.; es war die erste Brücke in London, auf der Straßenbahnen verkehrten.